# Route C46 (Namibie)
Pour les articles homonymes, voir C46.
La route C46 est une route secondaire bitumée du nord de la Namibie, qui relie Ruacana à Ondangwa via Outapi, Oshikuku et Oshakati. Elle est longue de 188 kilomètres.